# Maska przeciwgazowa Mk IV
Maska przeciwgazowa Mk-4 (Mk V) – brytyjska maska przeciwgazowa używana między innymi  w Polskich Siłach Zbrojnych.

## Charakterystyka maski
Budowa maski
- maska właściwa (część twarzowa):

wykonana z gumy pokrytej z zewnątrz tkaniną (Mk IV) bądź z gumy bez tkaniny (Mk V); miała nagłowie taśmowe, a szybki okularowe wykonano ze szkła;
- rura łącząca;
- pochłaniacz:

połączony z maską rurą łączącą chronił przed wszystkimi znanymi wtedy środkami trującymi;
- torba na maskę:

służyła do przenoszenia maski przeciwgazowej i innych przedmiotów stanowiących indywidualne wyposażenie przeciwgazowe.